# Sartorius (Unternehmen)

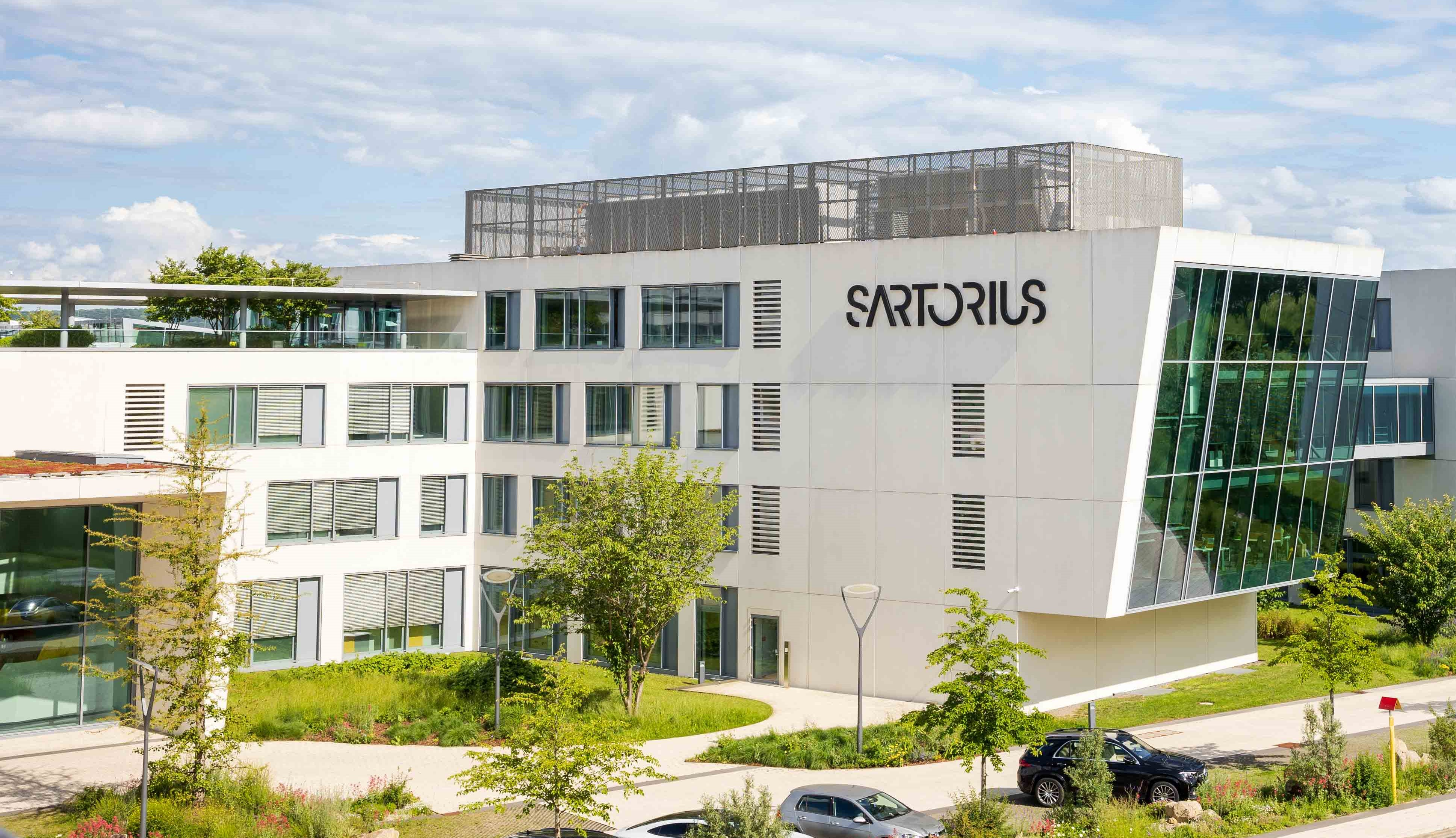
Sartorius Campus, Hauptsitz der Sartorius AG in Göttingen

Die Sartorius AG ist ein internationaler, börsennotierter Pharma- und Laborzulieferer mit Hauptsitz in Göttingen. Das im Jahr 1870 gegründete Unternehmen verfügt über Niederlassungen in mehr als 60 Ländern.

## Geschichte

Aktie über 200 RM der Sartorius-Werke AG vom Juli 1941

Die Geschichte des Unternehmens begann am 1. Juli 1870, als Florenz Sartorius (1846–1925) die feinmechanische Werkstatt F. Sartorius in Göttingen in der Groner Straße eröffnete, nachdem er seine Ausbildung beim Göttinger Universitätsmechaniker Apel erhalten hatte. Der rasche Erfolg des Unternehmens basierte in erster Linie auf einer neu konstruierten kurzarmigen Analysenwaage unter Verwendung des damals neuartigen Leichtmetalls Aluminium. Auch im Ausland fand die Analysenwaage regen Absatz. Noch heute ist die Wägetechnik ein wichtiges Standbein des Konzerns.
Zur Nutzung von Wasserkraft wurde 1892 ein Zweigbetrieb in Rauschenwasser bei Bovenden, nördlich von Göttingen, eröffnet.   1895 wurde die 3000. Waage gefertigt, und der Betrieb beschäftigte bereits über 60 Mitarbeiter. Nach Inbetriebnahme des Göttinger Elektrizitätswerks 1899 folgte eine erneute Verlegung des Unternehmens an den nördlichen Stadtrand Göttingens in die Weender Landstraße. 1906 nahm der Gründer seine drei Söhne Wilhelm (1872–1937), Erich (1876–1947) und Julius (1878–1918) als Teilhaber in das Unternehmen auf. 1911 feierte das Unternehmen den Bau der 10.000sten Analysenwaage. 1914 wurde das Unternehmen in eine Aktiengesellschaft umgewandelt. Während im Ersten Weltkrieg auch militärische Geräte hergestellt wurden, das Auslandsgeschäft jedoch wegbrach, konzentrierte sich das Unternehmen nach dem Krieg wieder auf das bewährte Geschäft mit der Wägetechnik. Doch erst in den 1930er Jahren wurden die Produktionszahlen der Vorkriegszeit erreicht.
Zwischenzeitlich hatte 1927 unter dem Firmennamen Membranfiltergesellschaft mbH die Entwicklung von Membranfiltern begonnen, die auf Forschungsarbeiten der Göttinger Chemiker Richard Zsigmondy (Nobelpreis für Chemie 1925) und Wilhelm Bachmann basieren. Auf diese Anfänge gründet sich die heutige Bioprozess-Sparte, in der die Produktion von Filtern weiterhin eine starke Stellung hat.

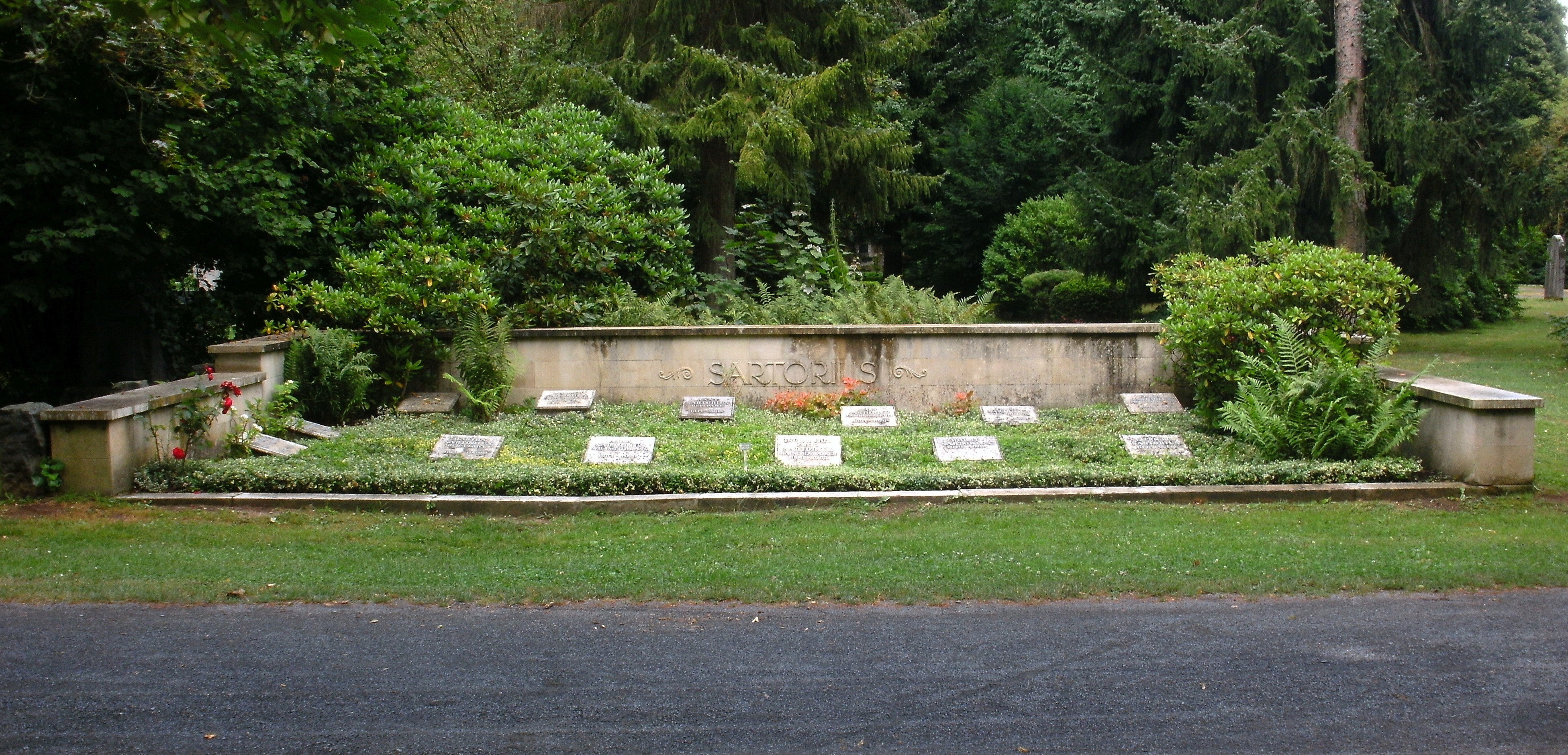
Grabstätte der Familie Sartorius auf dem Stadtfriedhof Göttingen; Florenz (1846–1925), Wilhelm (1872–1937) und Erich Sartorius (1876–1947) sind hier begraben.

Nach dem Tod von Wilhelm Sartorius 1937 übernahm Erich Sartorius die Leitung des Unternehmens. Er war bereits am 1. Mai 1933 Mitglied der NSDAP geworden (Mitgliedsnummer 3.124.680) und fungierte als Blockleiter einer Göttinger Ortsgruppe der Partei.:19 Während des Zweiten Weltkrieges profitierte Sartorius von der weitgehenden Umstellung auf Rüstungsindustrie. In einem eigens dafür errichteten Werk wurden Abwurfwaffen- und Zubehörteile für die Luftwaffe produziert.:122 Dabei kamen bis Kriegsende zahlreiche Zwangsarbeiter zum Einsatz.
Im Jahr 1947 starb Erich Sartorius. Er war 41 Jahre lang an leitender Stelle für Sartorius tätig. Sein 1910 in Dresden geborener Sohn, Horst Sartorius, übernahm als Gesellschafter die Geschäftsführung der Sartorius-Werke AG in einer durch den Wiederaufbau nach dem Zweiten Weltkrieg geprägten Zeit. Ein Jahr später begann Sartorius auf Empfehlung von Otto Hahn, Chemiker und Nobelpreisträger des Jahres 1944 und Präsident der Max-Planck-Gesellschaft in Göttingen, mit der industriellen Gleitlagerfertigung. Ebenso setzte Sartorius weiter auf seine bekannten Produkte und fertigte 1958 die Analysenwaage mit der Nummer 100.000.
Zu Beginn der 1960er-Jahre setzte Sartorius die erste Maschine zur automatischen Herstellung von synthetischen Membranfiltern ein. Im Zuge der weltweiten Expansion wurden verstärkt Gesellschaften und Vertriebsbüros im Ausland gegründet. Von 1967 bis 1978 hieß die Firma Sartorius-Werke GmbH. 1969 wurde das erste Plate and Frame-Crossflow-Ultrafiltrationssystem für größere Volumina eingeführt. Durch diese Technik wurden vor allem neue Möglichkeiten im Bereich der Molekularbiologie und der Abtrennung kleinster schädlicher Moleküle wie Viren aus Pharmaprodukten erschlossen. 1970 konstruierte Sartorius die ersten elektronischen Präzisions- und Analysenwaagen. Der daraus resultierende Auftragsboom führte zur Gründung zahlreicher Tochtergesellschaften im Ausland.
Im Jahr 1971 stellte die erste Nanogrammwaage von Sartorius den Weltrekord für die präziseste Wägung auf. Sie wurde dazu benutzt, Mondgestein zu wägen, das der Astronaut Neil Armstrong von seiner Expedition mitgebracht hatte. 1976 führte Sartorius die erste autoklavierbare, prüfbare Filterkerze mit plissiertem Membranfilter ein.
1982 wurde die erste elektronische Präzisionswaage in explosionsgeschützter Ausführung vorgestellt. 1983 folgte die Einführung des ersten automatischen Geräts zur Integritätsprüfung von Membranfiltersystemen. 1988 fertigte das Unternehmen die erste elektronische oberschalige Mikrowaage. 1989 wurde schließlich die erste großflächige Filterkerze mit gezielter Stufenfiltration (Jumbo-Kerze) präsentiert.
1990 ging das Unternehmen an die Börse.
Durch den Einsatz monolithischer Wägesystemtechnologie in Halbmikro- und Analysewaagen erreichte die Sartorius AG ab 1994 eine wesentliche Qualitätssteigerung. Der Monolith löste ein kompliziertes, aus bis zu 150 verschiedenen Teilen zusammengesetztes Wägesystem ab. Das mechatronische System war die Basis für viele folgende Waagengenerationen.
Nach einer erfolgreichen Kapitalerhöhung 1998 übernahm Sartorius ein Jahr später drei Unternehmen, unter anderem die Denver Instrument Company (Laborwaagen und -messtechnik), und erweiterte damit sein Produktportfolio.
Im Jahr 2001 erhielt das Unternehmen den Innovationspreis der deutschen Wirtschaft für eine High-Tech Analysenwaage.
Im Jahre 2004 wurde der Lager- und Logistikbereich ausgegliedert. Es entstand das Gemeinschaftsunternehmen Distribo unter Beteiligung des Göttinger Speditions- und Logistikunternehmens Friedrich Zufall GmbH & Co. KG.
Im Jahr 2011 erfolgte die Weiterentwicklung der rechtlichen Konzernstruktur zu einer Holding: Die Hauptversammlung beschloss, das damalige operative Mechatronik-Geschäft, das bis dahin in der Sartorius AG betrieben worden war, in einer eigenen Gesellschaft unterhalb der Holdingebene zu betreiben.
Ab Januar 2012 führte Sartorius sein operatives Geschäft in den drei Sparten Bioprocess Solutions, Lab Products & Services und Industrial Weighing. Im selben Jahr erfolgte die Aufnahme von Sartorius in den deutschen Technologiewerteindex TecDax. 2014 wurde die Sparte Industrial Weighing in Sartorius Intec umbenannt und an den japanischen Konzern Minebea Co., Ltd. verkauft. Am 17. September 2021 wurde das Unternehmen in den DAX aufgenommen.
Seit dem 1. Juli 2025 ist Michael Grosse Vorstandsvorsitzender der Sartorius AG. Er übernahm die Position von Joachim Kreuzburg, der das Unternehmen seit 2003 geführt hatte.

## Unternehmensprofil
Sartorius ist ein Technologieanbieter für die biopharmazeutische Forschung und Industrie.
Das Unternehmen ist in zwei Geschäftsbereiche unterteilt:
- Bioprocess Solutions ist auf die Herstellung von Biopharmaka ausgerichtet und umfasst unter anderem die Bereiche Filtration, Fluidmanagement, Fermentation und Membranchromatografie.
- Lab Products & Services zielt auf die Forschung und Entwicklung. Dazu gehören insbesondere bioanalytische Instrumente, Laborwaagen, Pipetten und Verbrauchsmaterialien.

Sartorius hat Standorte in mehr als 60 Ländern. Wichtige Produktionsstätten befinden sich unter anderem in Göttingen, Aubagne, Yauco, Bangalore und Peking.

### Konzern-Kennzahlen
| in EUR               | 2017  | 2018  | 2019  | 2020   | 2021   | 2022    | 2023   | 2024   |
| -------------------- | ----- | ----- | ----- | ------ | ------ | ------- | ------ | ------ |
| Umsatz Mio.          | 1.405 | 1.566 | 1.827 | 2.336  | 3.449  | 4.175   | 3.396  | 3.380  |
| Ergebnis v. St. Mio. | 198,6 | 270,7 | 303,2 | 446,7  | 668,4  | 1.181,7 | 392,4  | 945,3  |
| Mitarbeiter          | 7.501 | 8.125 | 9.016 | 10.637 | 13.832 | 15.942  | 14.614 | 13.528 |

### Aktien und Anteilseigner
Das gezeichnete Kapital der Sartorius AG setzt sich aus Stamm- und Vorzugsaktien zusammen.
Die Vorzugsaktie wird seit dem 18. Juni 2012 im deutschen Technologiewerteindex TecDAX gehandelt und seit dem 24. September 2018 zusätzlich im MDAX. Im Zuge einer Indexreform wurde das Unternehmen zum 20. September 2021 in den DAX aufgenommen.
| Anteil an den Stammaktien (37,44 Mio. Stück) | Anteilseigner |
| -------------------------------------------- | --- |
| 50,3 %                                       | Erbengemeinschaft nach Horst Sartorius (Karin (* 1942) – Christine (* 1944) – Ulrike (* 1949)) vertreten durch den Testamentsvollstrecker Lothar Kappich bis Mitte 2028 treuhänderisch verwaltet |
| 34,7 %                                       | Bio-Rad Laboratories, Inc., |
| 08,6 %                                       | von der Sartorius AG selbst gehalten |
| 06,4 %                                       | Streubesitz |

(Stand: Dezember 2024)
Anfang 2022 hat die Erbengemeinschaft einen Anteil von 56,7 % der etwas mehr als 50 % der im Besitz der Erbengemeinschaft befindlichen Stammaktien an den Finanzinvestor Armira/ LifeScience Holding verkauft. Wegen der bis Mitte 2028 laufenden Testamentsvollstreckung kann der Kauf erst zu diesem Zeitpunkt abgewickelt werden. Parallel dazu hat Karin Sartorius-Herbst ihren Anteil an Stammaktien innerhalb der Erbengemeinschaft erhöht.
| Anteil an den Vorzugsaktien (37,44 Mio. Stück) | Anteilseigner                        |
| ---------------------------------------------- | ------------------------------------ |
| 25,6 %                                         | Bio-Rad Laboratories, Inc.           |
| 08,7 %                                         | von der Sartorius AG selbst gehalten |
| 65,7 %                                         | Streubesitz                          |

## Sartorius-Gebäude in Göttingen

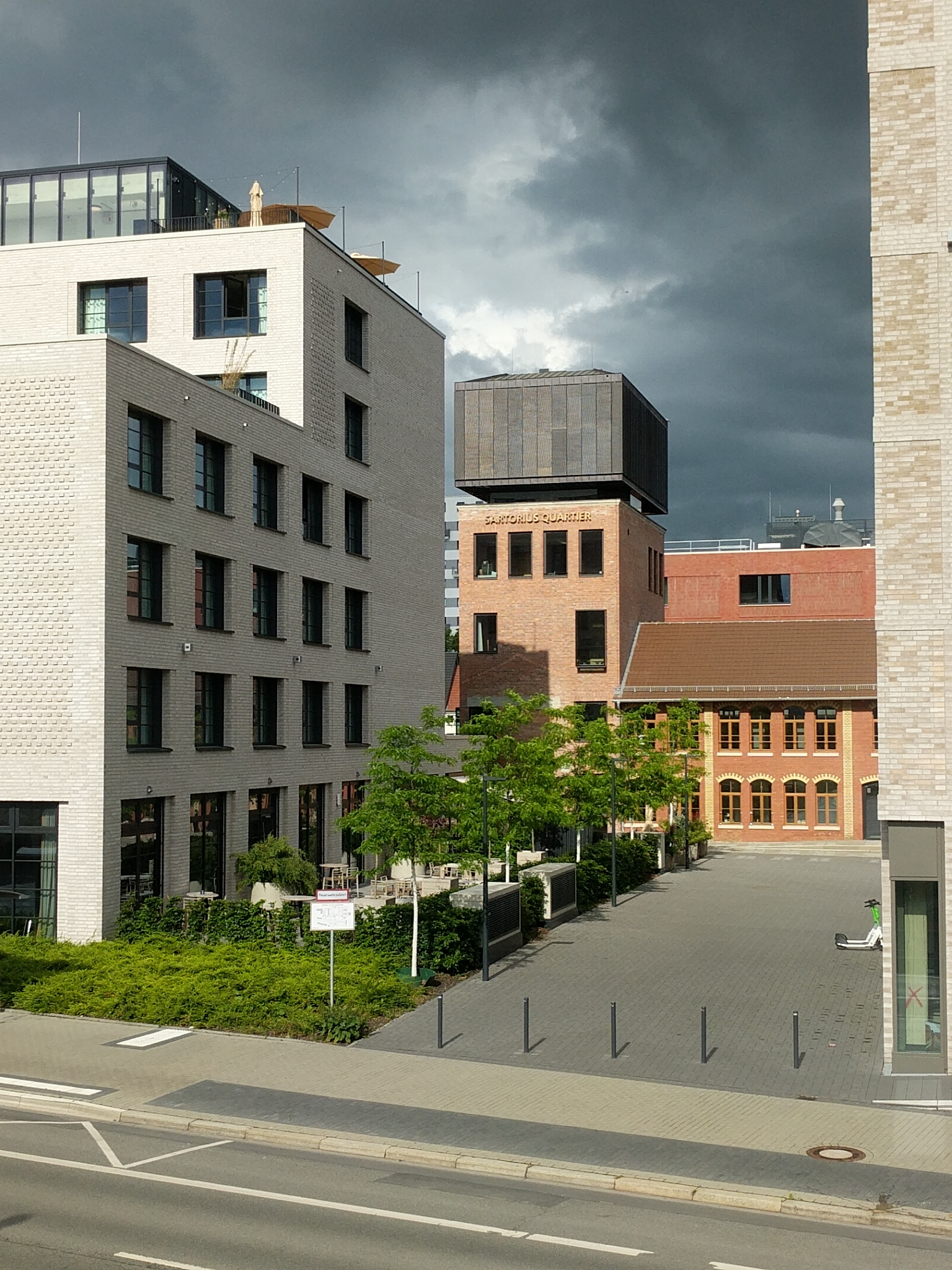
Das Sartorius-Quartier an der Weender Landstraße, zentral im Bild in rotem Backstein ältere Gebäudeteile nach Sanierung und Umbau, in hellem Stein Neubauten (Mai 2024)

2001 wurde im Industriegebiet Grone am nordwestlichen Stadtrand Göttingens ein neues Werk in Betrieb genommen.
2007 eröffnete Sartorius in Göttingen auch ein neues Chemie-Produktionsgebäude.
Am Stammsitz in Göttingen weihte Sartorius bald ein neues Membrangebäude ein, 2013 wurde ein neues Produktionsgebäude zur Spritzgussfertigung von Kunststoffteilen in Göttingen eröffnet. Am Göttinger Siekanger eröffnete Sartorius 2014 zusammen mit seinem Partner Zufall Logistics das neue Logistikzentrum in einem ehemaligen Industriequartier. Von hier aus erfolgt sowohl der weltweite Versand der Labor- und Prozesstechnologieprodukte als auch die Produktionsversorgung aller Göttinger Sartorius Standorte. Das als Sartorius-Quartier vermarktete Gelände erhielt im Jahr 2022 neue Fassaden sowohl für den markanten Turm als auch für die benachbarte Sheddach-Halle durch die Berliner Firma Fittkau Metallgestaltung.

## Sartorius weltweit
2007 weihte Sartorius neue Werke in Peking ein im gleichen Jahr wurde in Shanghai die neue Asien-Vertriebszentrale der Sartorius Gruppe in Betrieb genommen, von der aus sämtliche Vertriebs- und Marketing-Aktivitäten für China sowie für die gesamte Region Asien gesteuert werden.
Neben einem neuen Werk in Arvada, USA, eröffnete Sartorius im Jahr 2009 den Sartorius India Campus in Bengaluru.
Außerdem erweiterte das Unternehmen sein Filterwerk in Yauco, Puerto Rico und eröffnete ein neues Werk für die Produktion von Bioreaktoren in Guxhagen. Ebenso weihte Sartorius 2014 in Shanghai ein neues Applikationszentrum mit Laboren und Anlagen für Produkttests, -demos und Trainings ein.

## Akquisitionen (seit 2000)

Logo von 2001 bis 2020

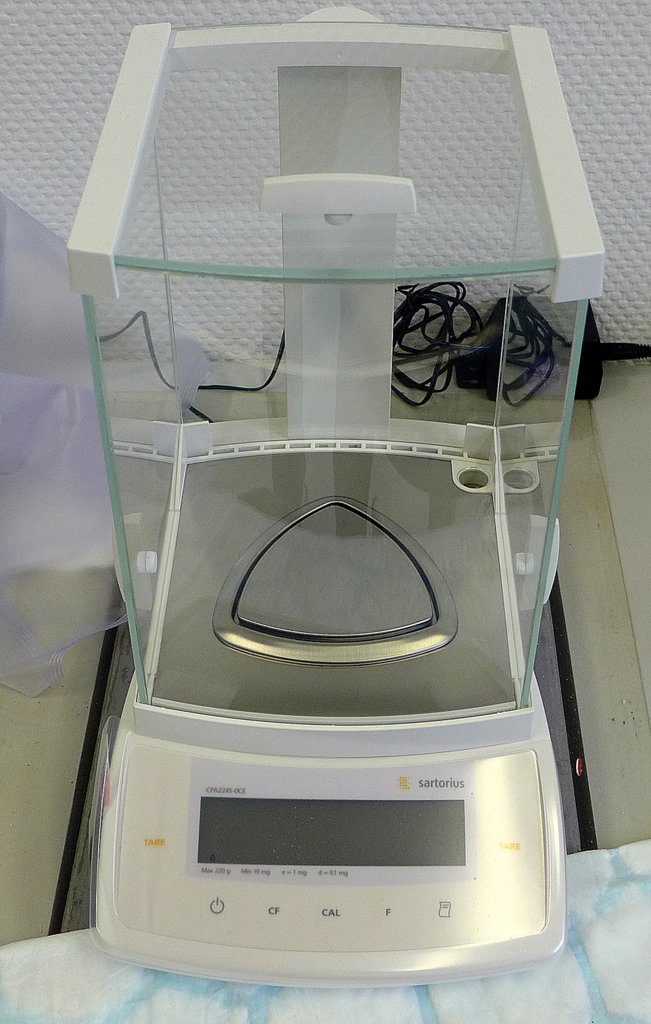
Feinwaage von Sartorius

Sartorius übernahm 2000 B. Braun Biotech International (BBI), einen Hersteller von Fermentern (Bioreaktoren) und Zellkultursystemen, von B. Braun Melsungen. Daraus hervorgegangen ist die Sartorius Stedim Systems GmbH (früher Sartorius BBI Systems GmbH) als Tochterunternehmen der Sartorius Stedim Biotech GmbH.
Ebenfalls im Jahr 2000 erwarb die Sartorius AG die restlichen Anteile an Vivascience und war seitdem alleinige Eigentümerin.
Sartorius übernahm 2005 100 % der Anteile der Omnimark Instrument Corporation, Arizona, USA (Feuchtemessgeräte).
Sartorius legte 2007 seine Biotechnologiesparte mit dem französischen Biotech-Unternehmen Stedim S.A. zusammen, um mit dem kombinierten Unternehmen Sartorius Stedim Biotech weltweit führender Technologieanbieter für die biopharmazeutische Industrie zu werden. Das neue Unternehmen ist an der Pariser Börse notiert. Sartorius übernahm die Toha Plast GmbH, die inzwischen unter dem Namen Sartorius Stedim Plastics firmiert.
Sartorius erwarb über seinen Teilkonzern Sartorius Stedim Biotech die Schweizer Wave Biotech AG, einen Anbieter von Einweg-Fermentern.
Sartorius erwarb 2011 das Liquid-Handling-Geschäft des finnischen Laborspezialisten Biohit. Damit erweiterte der Konzern sein Produktportfolio im Bereich Laborinstrumente.
Sartorius erweitert 2012 sein Bioprozessportfolio um Zellkultur-Medien und schloss eine langfristige Kooperationsvereinbarung mit dem Schweizer Life Science Konzern Lonza Group.
Sartorius akquirierte 2013 die britische Firma TAP Biosystems Group plc über seinen Teilkonzern Sartorius Stedim Biotech; es erfolgte ein Ausbau des Bioprozess-Portfolios im Bereich Fermentation. Sartorius erwarb 2014 über seinen Teilkonzern Sartorius Stedim Biotech die Mehrheit an dem US-amerikanischen Start-up AllPure Technologies LLC als Ergänzung des Einweg-Portfolios für die biopharmazeutische Industrie.
Im Dezember 2014 verkaufte Sartorius die Sparte Industrial Technologies, Spezialist für industrielle Wäge- und Kontrolltechnologie, an das japanische Unternehmen Minebea. Damit konzentriert sich Sartorius auf die Kerngeschäfte Bioprozess und Labor. Die operative Struktur des Konzerns umfasst somit die beiden Sparten Bioprocess Solutions und Lab Products & Services.
Über seinen Teilkonzern Sartorius Stedim Biotech (SSB) erwarb Sartorius im April 2015 das schottische Unternehmen BioOutsource Ltd. und erweiterte damit sein Angebot um bioanalytische Test-Services.
Im Juli 2015 erwarb Sartorius über seinen Teilkonzern Sartorius Stedim Biotech (SSB) die Cellca GmbH und erweitert seinen Service im Bereich der Prozessentwicklung.
2017 erwarb Sartorius MKS Instruments AB (Umetrics). Darüber hinaus hat Sartorius die am 3. März 2017 vereinbarte Akquisition des US-amerikanischen Unternehmens Essen BioScience Inc. nach Erteilung der kartellrechtlichen Genehmigung erfolgreich abgeschlossen.
Sartorius erwarb 2019 den israelischen Zellkulturmedien-Hersteller Biological Industries.
2020 erwarb Sartorius Life-Science-Geschäfte der Danaher Corporation, die verschiedene Labor- und Bioprozess-Technologien umfassen.
2021 erwarb Sartorius den Zellkulturspezialisten Xell AG mit Sitz in Bielefeld, den Hersteller von Reagenzien für die klinische Zell- und Gentherapie CellGenix GmbH mit Sitz in Freiburg sowie das Bioanalytik-Unternehmen ALS Automated Lab Solutions GmbH mit Sitz in Jena.
2022 gab Sartorius bekannt, über die Tochter Sartorius Stedim Biotech, die in England sitzende Albumedix für 415 Millionen britische Pfund (etwa 490 Millionen Euro) zu übernehmen. Albumedix ergänzt das Unternehmen Sartorius im Bereich der Biopharmazeutika und wurde von Sartorius als führender Anbieter für Lösungen auf Basis rekombinanten Albumins bezeichnet.
Ebenfalls 2022 übernahm Sartorius die Chromatografiesparte von Novasep.
Im Jahr 2023 erfolgte die Übernahme von Polyplus, einem Entwickler von viralen Vektoren, in den Sartorius-Konzern.